# Olympische Geschichte der Komoren
| Gelbes Symbol für Goldmedaillen mit stilisierten Olympischen Ringen | Graues Symbol für Silbermedaillen mit stilisierten Olympischen Ringen | Braundes Symbol für Bronzemedaillen mit stilisierten Olympischen Ringen |
| ------------------------------------------------------------------- | --------------------------------------------------------------------- | ----------------------------------------------------------------------- |
| —                                                                   | —                                                                     | —                                                                       |

Die Komoren, dessen NOK, das Comité Olympique et Sportif des Îles Comores, 1979 gegründet wurde, nahm erstmals 1996 an Olympischen Sommerspielen teil. Zu Winterspielen wurde bislang kein Sportler geschickt. Medaillen konnten Sportler des Inselstaates bislang nicht gewinnen.

## Übersicht

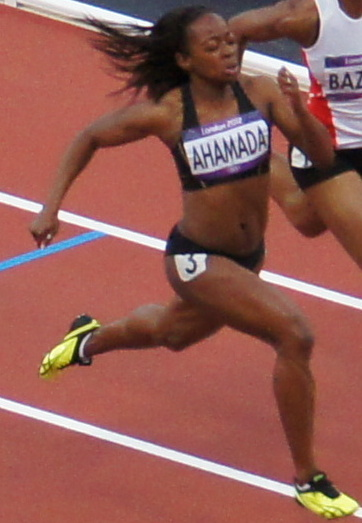
Die Sprinterin Feta Ahamada in ihrem 100-Meter-Vorlauf 2012 in London

1996 in Atlanta wurde das Land erstmals bei Olympischen Spielen repräsentiert. Vier Leichtathleten gingen an den Start. Die ersten Olympioniken der Komoren waren am 26. Juli 1996 die Sprinter Mohamed Bakar (100 m) und Hassan Abdou (400 m). Erste Olympionikin war am gleichen Tag die 400-Meter-Läuferin Ahamada Haoulata.
Die Athleten des Landes blieben in der Folgezeit erfolglos. 2004 in Athen nahm erstmals ein Gewichtheber teil, 2008 in Peking ein Schwimmer. Der Sprinterin Feta Ahamada gelang es als erster Athletin ihres Landes sich für eine weitere Runde bei den Olympischen Spielen zu qualifizieren.
Bei den Olympischen Sommerspielen 2020 in Tokio nahm mit Housni Thaoubani erstmals ein Judoka von den Komoren teil. Vier Jahre später bei den Spielen in Paris vertrat mit Andy Barat erstmals ein Kanute das Land bei Olympischen Spielen.

## Übersicht der Teilnehmer

### Sommerspiele
| Jahr      | Athleten           | Athleten           | Athleten           | Sportarten         | Sportarten         | Sportarten         | Sportarten         | Sportarten         | Medaillen          | Medaillen          | Medaillen          | Medaillen          | Medaillen          |
| Jahr      | Gesamt             |                    |                    |                    |                    |                    |                    |                    |                    |                    |                    | Medaillen – Gesamt | Rang               |
| --------- | ------------------ | ------------------ | ------------------ | ------------------ | ------------------ | ------------------ | ------------------ | ------------------ | ------------------ | ------------------ | ------------------ | ------------------ | ------------------ |
| 1896–1992 | nicht teilgenommen | nicht teilgenommen | nicht teilgenommen | nicht teilgenommen | nicht teilgenommen | nicht teilgenommen | nicht teilgenommen | nicht teilgenommen | nicht teilgenommen | nicht teilgenommen | nicht teilgenommen | nicht teilgenommen | nicht teilgenommen |
| 1996      | 4                  | 3                  | 1                  |                    |                    |                    | 4                  |                    |                    |                    |                    |                    |                    |
| 2000      | 2                  | 1                  | 1                  |                    |                    |                    | 2                  |                    |                    |                    |                    |                    |                    |
| 2004      | 3                  | 2                  | 1                  | 1                  |                    |                    | 2                  |                    |                    |                    |                    |                    |                    |
| 2008      | 3                  | 2                  | 1                  |                    |                    |                    | 2                  | 1                  |                    |                    |                    |                    |                    |
| 2012      | 3                  | 1                  | 2                  |                    |                    |                    | 2                  | 1                  |                    |                    |                    |                    |                    |
| 2016      | 4                  | 2                  | 2                  |                    |                    |                    | 2                  | 2                  |                    |                    |                    |                    |                    |
| 2020      | 3                  | 2                  | 1                  |                    | 1                  |                    | 2                  |                    |                    |                    |                    |                    |                    |
| 2024      | 4                  | 3                  | 1                  |                    |                    | 1                  | 1                  | 2                  |                    |                    |                    |                    |                    |
| Gesamt    | Gesamt             | Gesamt             | Gesamt             | Gesamt             | Gesamt             | Gesamt             | Gesamt             | Gesamt             | 0                  | 0                  | 0                  | 0                  |                    |

### Winterspiele
| Jahr      | Athleten           | Athleten           | Athleten           | Sportarten         | Medaillen          | Medaillen          | Medaillen          | Medaillen          | Rang               |
| Jahr      | Gesamt             |                    |                    | Sportarten         |                    |                    |                    | Medaillen – Gesamt | Rang               |
| --------- | ------------------ | ------------------ | ------------------ | ------------------ | ------------------ | ------------------ | ------------------ | ------------------ | ------------------ |
| 1924–2022 | nicht teilgenommen | nicht teilgenommen | nicht teilgenommen | nicht teilgenommen | nicht teilgenommen | nicht teilgenommen | nicht teilgenommen | nicht teilgenommen | nicht teilgenommen |
| Gesamt    | Gesamt             | Gesamt             | Gesamt             | Gesamt             | 0                  | 0                  | 0                  | 0                  | –                  |

## Medaillengewinner

### Goldmedaillen
Bislang (Stand August 2024) keine Medaillengewinner

### Silbermedaillen
Bislang (Stand August 2024) keine Medaillengewinner

### Bronzemedaillen
Bislang (Stand August 2024) keine Medaillengewinner